# Svolvær
Svolvær (norskt uttal: [ˈsvôːlvæːr]
 ( lyssna); lulesamiska: Spálavuolle; nordsamiska: Suolvearra) är en tätort och stad som utgör centralort i Vågans kommun i Nordland fylke i norra Norge.
Svolvær, som blev stad 1918, ligger på ön Austvågøy och fungerar som centralort för ögruppen Lofoten. Flygplatsen, Helle, ligger 6 km öster om staden och tar emot cirka 68 000 passagerare per år. Hurtigruten trafikerar orten.

## Näringar
Staden är handelscentrum för hela Lofoten och stort centrum för fiskeriverksamheten i området. I vattnen utanför Svolvær genomförs, under januari-april, världens största torskfiske. Då deltar ca 3 000 fiskare. På senare år har även fiskodling blivit en stor verksamhet.

## Geografi
Staden ligger längs den berömda Lofotväggen och stadsberget heter Fløyen, vars topp "Svolværgeita" med sina två horn, bestegs första gången 1910.

## Kultur
Lofoten har alltid varit omtyckt av konstnärer (till exempel Ole Juul, Karl Erik Harr, Gunnar Berg), inte minst på grund av det fina ljuset.
Här finns Vågan Kunstsenter, en mötesplats för konstnärer från hela världen med erkänt galleri.
Lofotens Krigsminnesmuseum visar hur Lofoten drabbades av andra världskriget, genom föremål och bilder.